# 해수의 아이 (영화)
《해수의 아이》(海獣の子供)는 2019년 공개된 일본의 애니메이션 영화이다. 와타나베 아유무가 감독을 맡았으며, STUDIO 4℃가 제작하였다. 이가라시 다이스케의 동명 만화를 원작으로 한다.

## 출연
- 아시다 마나 - 아즈미 루카 역
- 이시바시 히로 - 우미 역
- 우라가미 세이슈 - 소라 역
- 모리사키 윈 - 앙글라드 역
- 이나가키 고로 - 아즈미 마사아키 역
- 아오이 유 - 아즈미 가나코 역
- 타나카 민 - 짐 역
- 후지 스미코 - 데데 역
- 와타나베 토오루 - 선생님 역

## 공개
영화는 2019년 5월 19일 일본 도쿄의 이노 홀에서 세계 최초 초연으로 특별 공개되었다. 5월 30일에는 TOHO 시네마즈 긴시쵸 (라쿠텐치·올리나스)점에서 사전 시사회 상영을 가졌으며, 두 상영 모두 일반 상영되기 전에 스태프와 캐스트가 등장하였다. 이후 6월 7일 일본 전역에 공개되었다. 한편 대한민국에서는 2020년 9월 30일, 영화사오원이 배급하여 메가박스와 씨네Q에서 공개되었다.

## 수상
- 2019년 제32회 도쿄국제영화제 일본 애니메이션
- 2019년 제38회 벤쿠버국제영화제 게이트웨이
- 2019년 제43회 안시 국제애니메이션 페스티벌 장편경쟁
- 2019년 제68회 멜버른 국제 영화제 애니메이션 장편
- 2019년 제52회 시체스영화제 오피셜 놉스 비젼
- 2019년 제66회 시드니 영화제 가족영화, 스페셜 프레젠테이션, 페스티벌 히트
- 2019년 제53회 오타와 국제 애니메이션 페스티벌 장편경쟁
- 2019년 제57회 히혼국제영화제 ESBILLA
- 2020년 제49회 로테르담 국제영화제 보이시즈
- 2020년 제22회 부천국제애니메이션페스티벌 수상 본상 - 대상(장편), 특별 - 음악상 특별언급 (와타나베 아유무)